# Parquerização

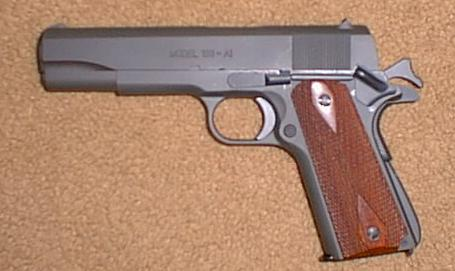
Um exemplar parquerizado da M1911-A1.

Parquerização é um método para proteger uma superfície de aço da corrosão e aumentar sua resistência ao desgaste através da aplicação de um revestimento de conversão química de fosfato.

## Histórico
O processo de parquerização foi inventado na Inglaterra na década de 1850. Foi levado aos Estados Unidos por Thomas Watts Coslett, e desenvolvido por Frank Rupert Granville Richards.
Clark W. Parker adquiriu os direitos das patentes de Coslett e Richards nos EUA, e experimentou na cozinha da família essas e outras formulações resistentes à ferrugem. O resultado final foi que Clark W. Parker, juntamente com seu filho Wyman C. Parker, trabalhando juntos, fundaram a "Parker Rust-Proof Phosphating Company of America" em 1915, e prosperaram com ela através de inúmeras melhorias no processo, daí surgiu o nome "Parkerizing" ("parquerização").

## Características
Existem vários tipos de revestimentos de fosfato disponíveis na indústria, incluindo soluções à base de ferro, zinco e manganês. As bases de zinco e manganês são os tipos geralmente associados ao acabamento de armas de fogo.
O processo de parquerização por zinco, resulta num acabamento cinza, e por manganês, aprimorado mais tarde, resulta num acabamento preto.